# Malatestino Novello Malatesta
Malatestino Novello Malatesta (... – Fossombrone, 1335) è stato un condottiero italiano.

## Biografia
Figlio di Ferrantino, fu luogotenente del padre nella podesteria di Cesena.
Nel 1324 fu armato cavaliere a Rimini e nello stesso anno vinse Claudio degli Artichini, che tentava di togliergli di mano Cesena.
Nel 1325 fu scelto dai bolognesi per la sua perizia nelle armi, quale capitano generale, per resistere a Passerino dei Buonaccolsi, che, alla testa dei ghibellini modenesi e dei fuoriusciti di Bologna, minacciava di sottrarre la città al dominio della Chiesa. Dopo aver messo a sacco il territorio nemico, presso Zappolino, venne a battaglia, ma fu pienamente sconfitto e fatto prigioniero. Tradotto a Modena, riebbe ben presto la libertà, ma cadde nel tranello tesogli dal cugino Ramberto e fu chiuso nel castello di Sant'Arcangelo. Liberato dagli stessi abitanti, mosse guerra al traditore e assediò la rocca di Castiglione.
Dovette combattere contro il cardinale Bertrando del Poggetto, che pretendeva la consegna di Rimini, ma rese solo Mondaino, per ordine del padre.
Servì la Chiesa nella guerra contro gli Estensi, ma nella battaglia combattuta il 13 aprile 1333 presso Borgo San Silvestro cadde prigioniere del marchese Rinaldo d'Este.
Messo in libertà, seguì il padre nei fatti che lo portarono al riacquisto di Rimini, ma fu tradito dal cugino, imprigionato nella rocca di Gradara e poi in quella di Fossombrone, ove forse morì ucciso nel 1335.

## Discendenza
Sposò Polentesia, figlia di Guido Novello da Polenta ed ebbero:
- Anna, sposò Ubertino da Carrara di Padova